# 베트남 역사박물관

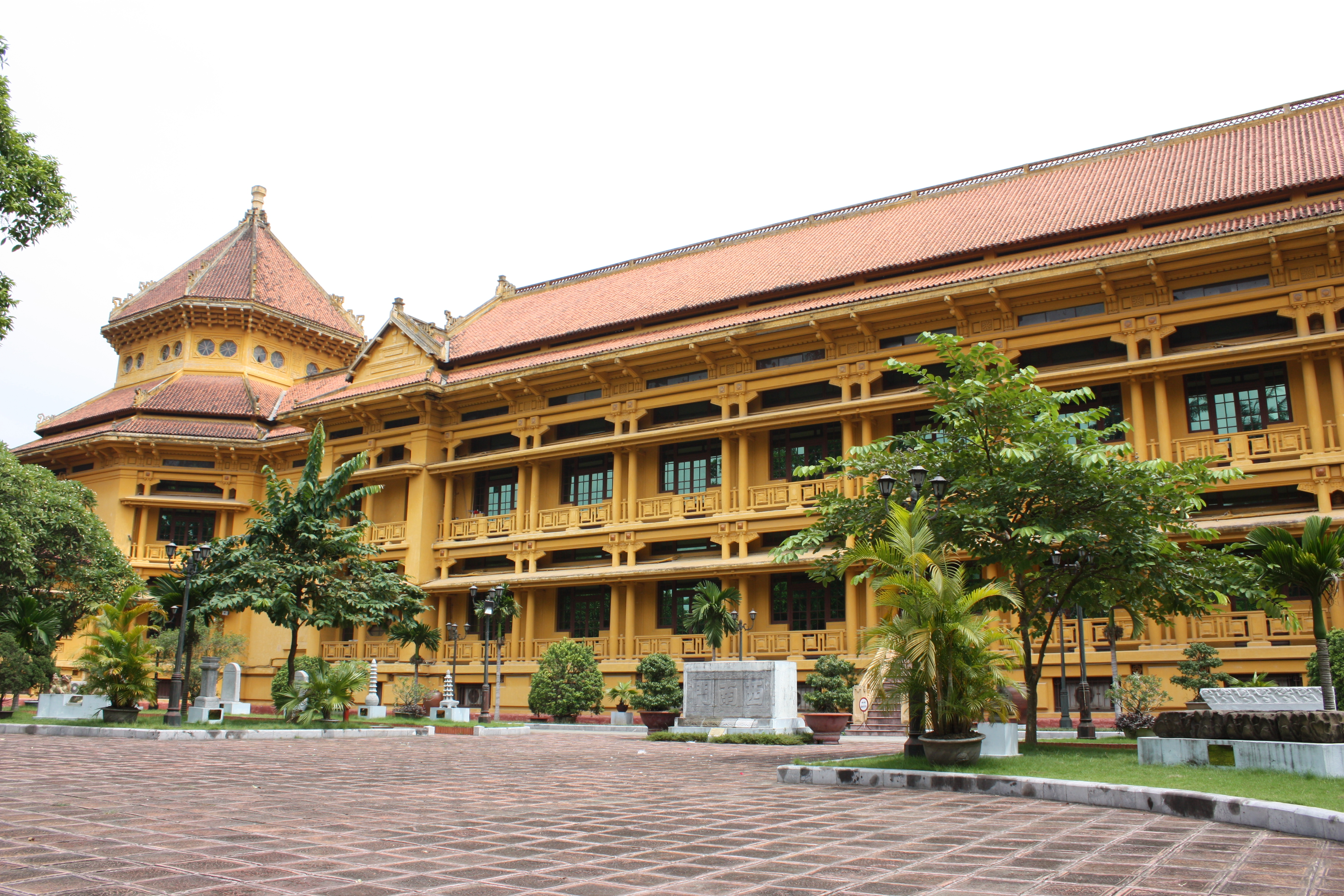
베트남 역사 박물관

베트남 역사 박물관은 베트남 하노이 호안끼엠에 있는 박물관이다. 아시아 등 각국의 미술품이 전시되어 있었으나, 1958년부터 역사 박물관으로 이용되고 있다. 박물관 내부는 역사관과 민족관 두 부분으로 나뉘어 구석기, 신석기 시대의 유물, 고대 베트남 문명 시대 유물, 동 선 유물 등 5천여점이 연대순으로 전시되어 있다.